# Brondello
Brondello (piemontiul: Brondel) település Olaszországban, Piemont régióban, Cuneo megyében. Lakosainak száma 261 fő (2023. január 1.). Brondello Isasca, Martiniana Po, Pagno, Revello és Venasca községekkel határos.

## Népesség
A település népességének változása:
| Lakosok száma | 282  | 275  | 261  |
|               | 2017 | 2018 | 2023 |